# Husband E. Kimmel
Husband Edward Kimmel (Henderson, 26 febrer de 1882 - Groton, 14 de maig de 1968) va ser un almirall de quatre estrelles a l'armada dels Estats Units. Es va exercir com a comandant en cap, estant a la flota del Pacífic dels EUA en el moment de l'atac japonès a Pearl Harbor. A causa de l'atac, va ser destituït del seu càrrec i degradat al seu rang permanent de contraalmirall de dues estrelles. Posteriorment es retiraria de la Marina amb aquest rang.

## Carrera
Husband E. Kimmel va néixer a Henderson, Kentucky, el 26 febrer de 1882, i es va graduar a l'Acadèmia Naval dels EUA el 1904. El seu pare, el major Marius Kimmel (1832-1916), va lluitar en l'Exèrcit dels Estats Confederats durant la Guerra de Secessió. Husband es va casar amb Dorothy Kinkaid, germana de l'oficial naval Thomas C. Kinkaid, amb qui va tenir dos fills.
Abans d'arribar a rang d'almirall, es va exercir en diversos vaixells de guerra, va manar a dues divisions de destructors, un esquadró de destructors, i va ser capità del USS New York (BB-34). Va completar el curs superior a l'Acadèmia Naval de Guerra i també va ocupar diversos càrrecs importants en el Departament de Marina.
Després de la promoció al grau de Contraalmirant el 1937, va manar a una Divisió de Creuers en un viatge diplomàtic a Amèrica del Sud i després va ascendir a comandant de creuers el 1939. Al febrer de 1941 va ser designat cap de la flota nord-americana de l'Oceà Pacífic, amb seu a les Illes Hawaii, i va comandar les unitats navals desplegades allí; pocs dies després d'assumir el comandament va expressar al seu cap d'operacions que "un atac sorprenent japonès a Pearl Harbor és una possibilitat, estem prenent mesures per reduir qualsevol possible dany".

## Pearl Harbor
Després que l'Almirall James O. Richardson es va retirar com a comandant en cap de la Flota dels EUA i la Flota del Pacífic al febrer de 1941, Kimmel va assumir el comandament amb el rang temporal d'almirall. La base de la flota havia estat traslladada de la seva base tradicional a San Diego, Califòrnia a Pearl Harbor, al maig de 1940. El 18 de febrer de 1941, Kimmel va escriure al Cap d'Operacions Navals:
«Crec que un atac per sorpresa (submarí, aeri, o combinat) a Pearl Harbor és una possibilitat, i estem adoptant de forma immediata les mesures necessàries per minimitzar els possibles danys i garantir que la força atacant el pagués.»
L'atac japonès a Pearl Harbor va tenir lloc el 7 de desembre de 1941. Edwin T. Layton compte que durant l'atac «, Kimmel va treure el cap per la finestra de la seva oficina a la base submarina, amb una expressió de sorpresa. Mentre mirava el desastre que transcorria al port que es desenvolupava amb una fúria terrible, una bala perduda del calibre .50 es va estavellar contra el vidre fregant l'almirall abans d'impactar a terra. Rajó seva jaqueta blanca i li va provocar un morat al pit. "Hauria estat misericordiós que em matés", va murmurar Kimmel al seu oficial de comunicacions, el comandant Curts 'Germany' Maurice ».
En la sèrie documental El món en guerra, un mariner que havia estat al costat l'almirall Kimmel durant l'atac, va recordar com veient la destrucció de la flota, es va treure la insígnia de quatre estrelles del seu espatlla i els va reemplaçar per la d'un contraalmirall, en un aparent reconeixement de la imminent fi del seu comandament de la Flota del Pacífic.
Kimmel va ser rellevat del seu càrrec deu dies després de l'atac, mentre estava enmig de la planificació i execució de moviments de represàlia, incloent un esforç per alleujar i reforçar l'illa de Wake, que podrien haver conduït a un enfrontament inicial entre forces de portaavions nord-americans i japonesos. Va ser jubilat anticipadament el 1942. Va passar gran part del temps defensant-se a si mateix en diverses audiències, assenyalant que mai va rebre tota la informació clau que li hagués permès anticipar l'atac.
Alguns historiadors, com el capità de submarí Edward L. "Ned" Beach, sostenen que l'almirall Kimmel i el Tinent General Walter Short es van convertir en els bocs expiatoris dels fracassos dels seus superiors abans de l'atac a Pearl Harbor, i que ambdues carreres es van arruïnar injustament.
Edwin T. Layton (més tard l'almirall Layton), cap d'intel·ligència de Kimmel, i un dels oficials que millor el coneixien, va donar suport a Kimmel en el seu llibre, Jo hi era: Pearl Harbor i Midway - Trencant el Secret (1985). L'almirall Layton argumentar que a Kimmel no se li havia proporcionat tota la informació, i que havia desplegat els escassos recursos de reconeixement a la seva disposició de la manera més lògica, donada la informació disponible.
D'altra banda, els crítics de Kimmel assenyalen que se li havia ordenat (el 27 de novembre de 1941, deu dies abans de l'atac) que iniciés un "desplegament defensiu" de la flota. Kimmel va entendre que es referia a la defensa contra el sabotatge, i així va actuar. A causa d'aquesta mala interpretació, els vaixells es van mantenir al port i la flota no va ser col·locada en estat d'alerta. D'altra banda, després que el seu unitat d'intel·ligència perdés el rastre dels portaavions japonesos, Kimmel no va ordenar patrulles de llarg abast ni patrulles navals per esbrinar les seves posicions, en part per falta d'aparells, en part perquè ell també tenia un programa d'entrenament que mantenir i, en part a causa del fet que el Cos Aeri de l'Exèrcit era el responsable de la patrulla de llarg abast (però disposava encara menys capacitat a Hawaii que ell, ja que les Filipines tenien més prioritat).
Fins i tot si Kimmel hagués reaccionat, no és clar que el resultat hauria estat millor per als nord-americans. En una entrevista de 1964, l'Almirall Chester Nimitz, que es va convertir en comandant en cap de la Flota del Pacífic tres setmanes després de l'atac, va arribar a la conclusió que «era la voluntat de Déu que la nostra flota estigués en Pearl Harbor el 7 de desembre ». Si l'almirall Husband Kimmel, comandant a Hawaii, hagués «tingut coneixement anticipat que els japonesos s'acostaven, probablement hauria intentat interceptar-los. Amb la diferència de velocitat entre els cuirassats de Kimmel i els portaavions més ràpids dels japonesos, el primer no podria haver arribat a tir de canó dels portaavions de l'enemic. Com a resultat, hauríem perdut moltes naus en aigües profundes i també milers de vides ». En canvi, a Pearl Harbor, les tripulacions van ser rescatades amb facilitat, i sis vaixells de guerra recuperats en última instància. Aquesta va ser la reacció de Joseph Rochefort, director d'HYPO, quan va comentar que l'atac a port va ser el menys dolent que va poder haver passat.
Robert STINNETT, en el seu llibre El dia de la mentida (2001), <afirma que a Kimmel es va mantenir deliberadament ignorant, almenys indirectament, sobre les ordres específiques de Franklin D. Roosevelt, perquè el president i els altres eren conscients no només de la intenció del Japó a atacar Pearl Harbor, sinó també de la data i hora. STINNETT argumenta que a Kimmel se li van donar ordres enganyoses. De fet, a Kimmel se li va negar l'accés a MAGIC, el sistema de descodificació secret nord-americà, per raons de seguretat, i amb prou feines va consultar o treballar amb el seu homòleg de l'Exèrcit, el general Walter Short, qui tenia la responsabilitat de la defensa de la flota. STINNETT sosté que l'almirall Kimmel i el general Short van ser usats com bocs expiatoris per cobrir de forma deliberada una operació que va permetre als Estats Units entrar en la guerra provocant un atac japonès, ja que així s'aconseguiria el suport de l'opinió pública contrària a l'entrada en el conflicte. Aquesta tesi és rebutjada per la majoria dels historiadors.

## Després Pearl Harbor
Després de l'Atac a Pearl Harbor ocorregut el 7 de desembre de 1941, Kimmel pressentí que el seu lloc d'almirall de quatre estrelles no duraria molt de temps i immediatament va començar a planificar operacions de represàlia contra Japó. Això no obstant, el 15 des Kimmel va ser rellevat del comandament pels seus superiors i va passar a retir al febrer de 1942, després de ser degradat a almirall de tres estrelles. Kimmel va ser acusat de negligència per l'opinió pública al no considerar la necessitat de protegir els seus vaixells contra un bombardeig aeri massiu i censurat per la seva "falta de reacció" contra l'atac japonès.
Kimmel va passar gran part dels anys següents defensant-se de les acusacions de negligència i inacció, al · legant que en realitat mai va tenir accés als documents que informaven a la Secretaria de Marina sobre una imminent agressió japonesa. També va al · legar que, fins i tot en cas d'una reacció enèrgica per part seva, la potència de l'atac aeri japonès hagués causat inevitables i severs danys a les forces navals nord-americanes.
El fill de l'almirall Kimmel, Manning, va morir quan el submarí que manava (USS Robalo) va xocar amb una mina prop de Palawan, al juliol de 1944. Després de la guerra Kimmel va treballar per Frederic R. Harris, Inc sense poder recuperar el seu grau d'almirall de quatre estrelles, Kimmel va morir el 1968 a Groton (Connecticut).
El 1994, la família de Kimmel, inclòs el seu net, Manning Kimmel IV, locutor a Carolina del Sud, va intentar que el rang d'Almirante de quatre estrelles de Kimmel fos restituït. El president Bill Clinton va rebutjar la petició, igual que els presidents Richard Nixon i Ronald Reagan. Un estudi de 1995 del Pentàgon va concloure que hi va haver altres oficials d'alt rang responsables del fracàs a Pearl Harbor, però sense exonerarlo. El 25 de maig de 1999, el Senat dels Estats Units, per una votació de 52-47, va aprovar una resolució no vinculant per exonerar Kimmel i Short, i demanant al president Clinton promoure a títol pòstum el rang de a Kimmel ia altres. El senador Strom Thurmond (R-SC), un dels impulsors de la resolució, es referí a Kimmel i a Short com «les dues víctimes finals de Pearl Harbor.» No obstant això, ni el president Clinton ni el president Bush es van comprometre a fer-ho.